# Accenteur à poitrine rousse
Vous lisez un « bon article » labellisé en 2025.
Prunella strophiata
Espèce
Synonymes
- Accentor strophiatus Blyth, 1843 (protonyme)

Statut de conservation UICN

 LC  : Préoccupation mineure
L'Accenteur à poitrine rousse (Prunella strophiata) est une espèce de petits passereaux de la famille des Prunellidae.
Sédentaire, il niche en haute montagne, entre 2 400 et 5 000 m, puis hiverne à plus basse altitude. Il est principalement présent dans l'Himalaya. Son aire de répartition va de l'Afghanistan au Myanmar, en passant par le Pakistan, l'Inde, le Népal, le Bhoutan et la Chine. Il compte deux sous-espèces : Prunella strophiata strophiata, au plumage plus sombre, située à l'est, et Prunella strophiata jerdoni, plus claire, à l'ouest.
Il vit dans des buissons à la limite des arbres, parfois aussi en forêt, et s'approche des habitations humaines en hiver : on l'aperçoit alors dans les jardins, les friches et dans des abris pour bétail. Furtif et terrestre, il fouille le sol à la recherche d'invertébrés, à la manière des autres Accenteurs. S'il est dérangé, il s'envole brusquement en poussant un cri d'alarme.
Il tient son nom de la large bande rousse qu'il a sur la poitrine. Il porte un épais sourcil roux qui le distingue des espèces proches, notamment l'Accenteur rougegorge (Prunella rubeculoides) et l'Accenteur de l'Himalaya (Prunella himalayana). Son chant ressemble à celui du Troglodyte mignon (Troglodytes troglodytes).
Ses effectifs sont stables et son aire de répartition est très étendue : il est probablement l'Accenteur le plus répandu à l'ouest de l'Himalaya. Il n'est pas considéré comme en danger par l'Union internationale pour la conservation de la nature et est donc classé en espèce de préoccupation mineure (LC).

## Taxonomie
L'espèce Prunella strophiata a été décrite par le zoologiste britannique Edward Blyth en 1843, sous le nom initial d'Accentor strophiatus,. Les études phylogénétiques modernes classent l'Accenteur à poitrine rousse dans la famille des Prunellidae, qui compte officiellement le seul genre Prunella.
Il existe deux sous-espèces, :
- Prunella strophiata strophiata (Blyth, 1843), plus sombre et strié, à l'est (Népal, Sud-Ouest de la Chine, Sud-Est du Tibet, Nord du Myanmar) ;
- Prunella strophiata jerdoni (Brooks, 1872), plus pâle, à l'ouest (Est de l'Afghanistan, Nord de l'Inde et du Pakistan, Népal, Cachemire).

Prunella vient de l'allemand Braunelle, diminutif de braun qui signifie « brun », et strophiata vient du latin strophium pour « bande pectorale ». L'espèce a été anciennement appelée Accentor multistriatus (A. David, 1871), soit « Accenteur à rayures », et la sous-espèce Prunella strophiata jerdoni a été appelée Prunella strophiatus sirotensis (Koelz, 1939), soit « de Sirotai », une localité afghane,,. L'Accenteur à poitrine rousse est appelé Phoo-ching-pho[Traduire passage] en lepcha (langue tibéto-birmane).

## Description

### Dimensions et plumage

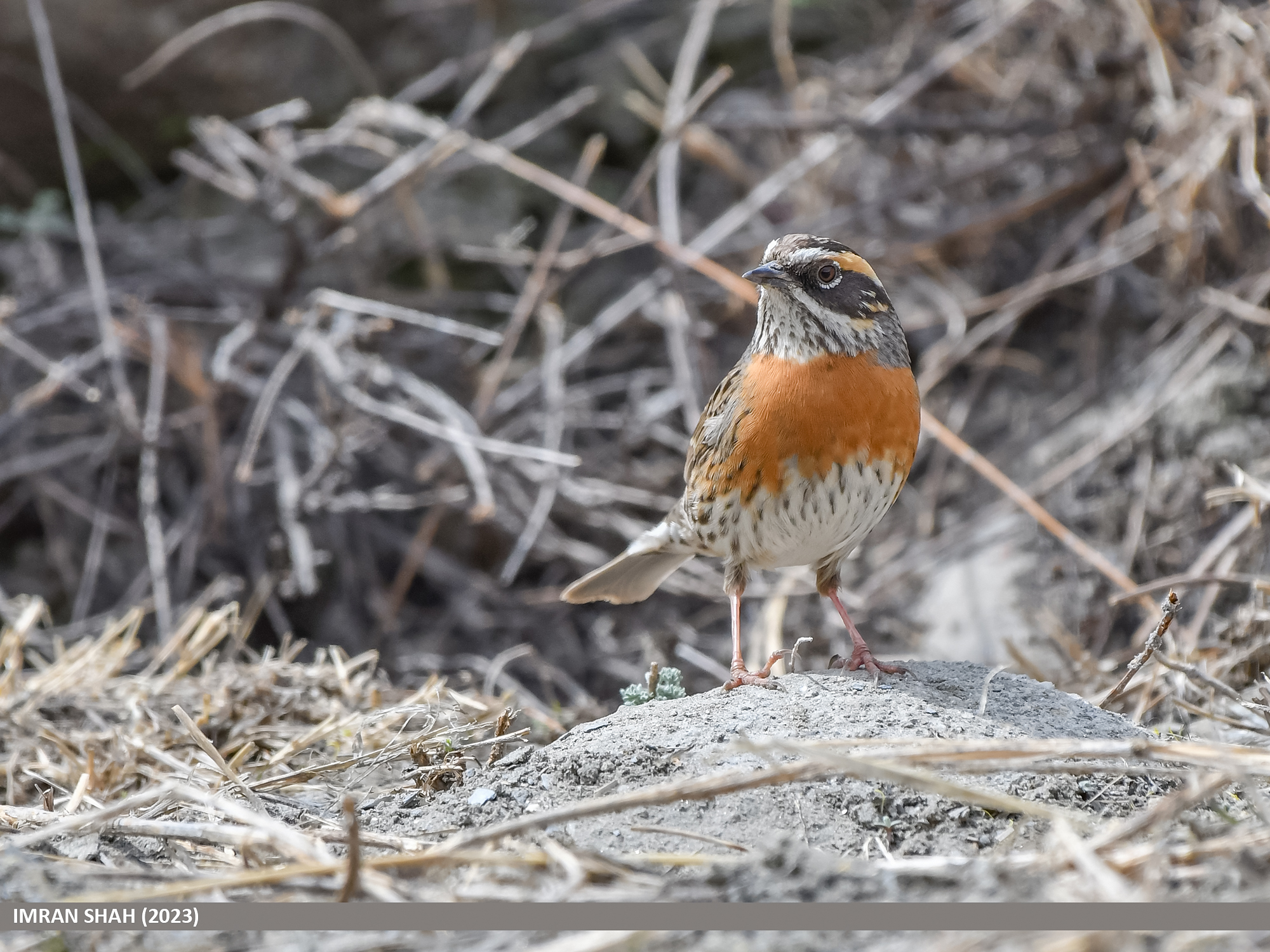
La bande pectorale rousse est bien visible.

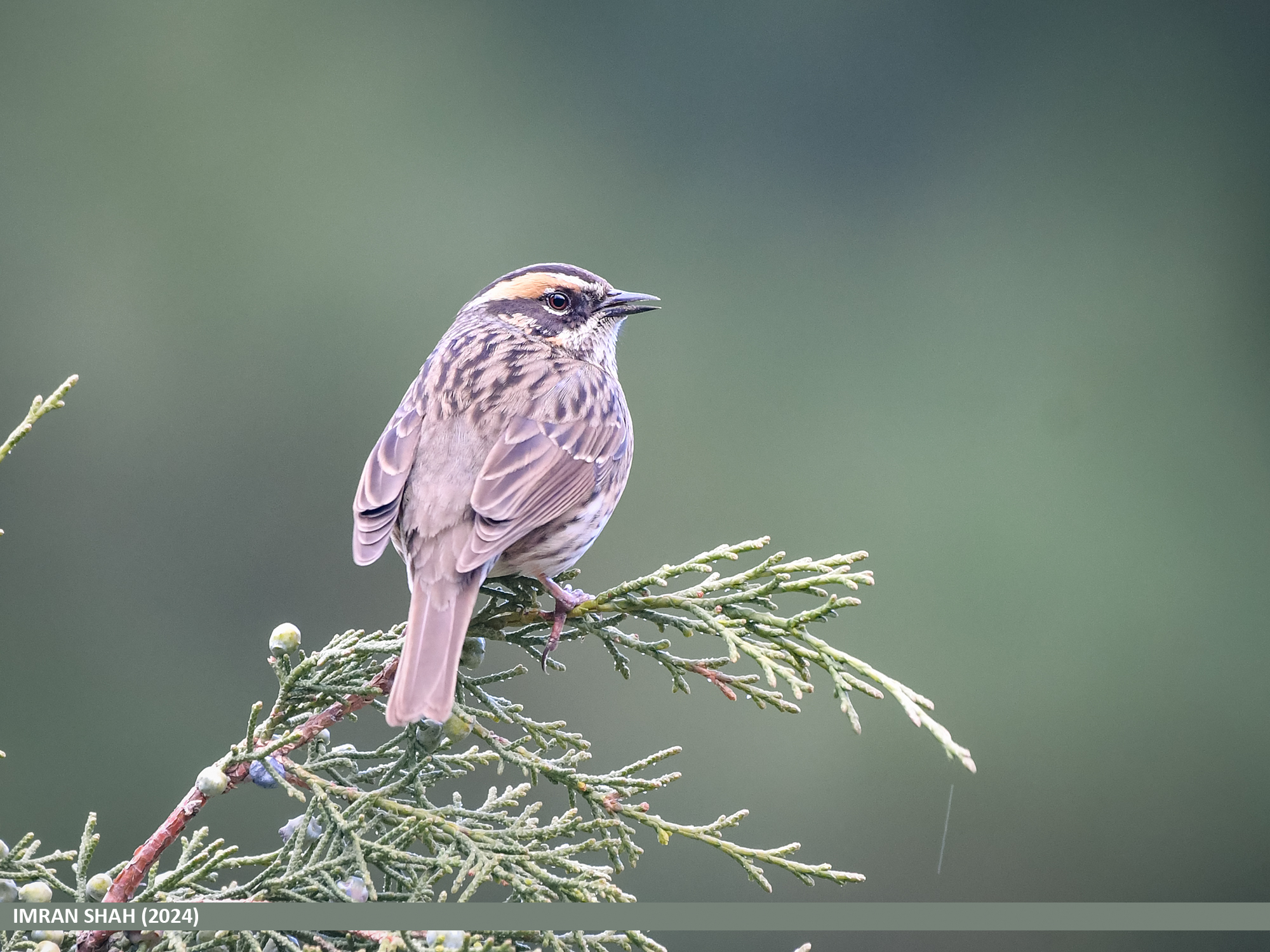
Le dos est brun strié. Le sourcil roux est caractéristique.

L'Accenteur à poitrine rousse mesure entre 15 et 17 cm de long. L'aile mesure entre 6 et 6,5 cm, la queue entre 5,5 et 6 cm et le bec 1 cm. Il pèse environ 18 g. Il n'y a pas de dimorphisme sexuel mais le mâle est en moyenne très légèrement plus grand.
C'est un petit Accenteur au plumage majoritairement brun et châtain. Le dessus des ailes est brun, le dos est strié de crème et de brun. La gorge porte une large bande rousse parfois striée de noir. Le ventre est blanc-crème, strié de brun sombre, surtout sur les flancs. Les motifs de la tête sont caractéristiques et permettent de le différencier d'autres Accenteurs : un épais sourcil roux va de l’œil jusqu'à l'arrière de la tête, avec une pointe blanche à la base. L’œil brun-orangé sombre est encerclé de blanc et une moustache blanche entoure le bec. Le capuchon noir est ponctué de petites taches blanches au bout des plumes,. Le bec est brun-noir, les pattes sont brun-orange.
Les juvéniles ont le sourcil plus pâle que les adultes, avec le dessous entièrement strié et la gorge et le ventre blanchâtres. Ils ressemblent alors beaucoup aux jeunes Accenteurs rougegorges (Prunella rubeculoides) mais s'en distinguent par leur ventre strié.

### Espèces ressemblantes
Il peut être confondu avec l'Accenteur rougegorge (Prunella rubeculoides) et l'Accenteur de l'Himalaya (Prunella himalayana), mais s'en distingue par son épais sourcil roux caractéristique, son menton tacheté de blanc et les stries sombres sur son ventre,.

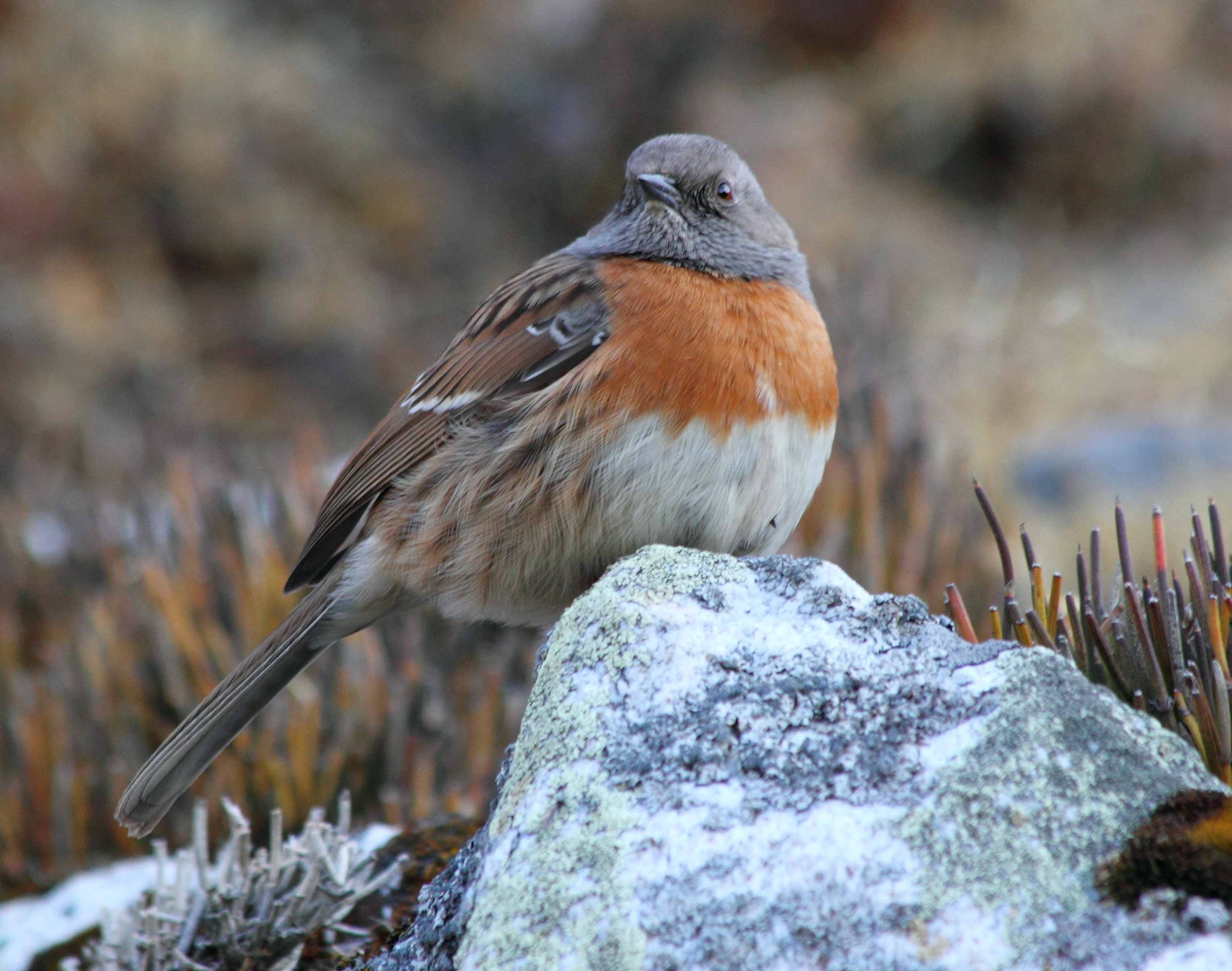
Un Accenteur rougegorge.
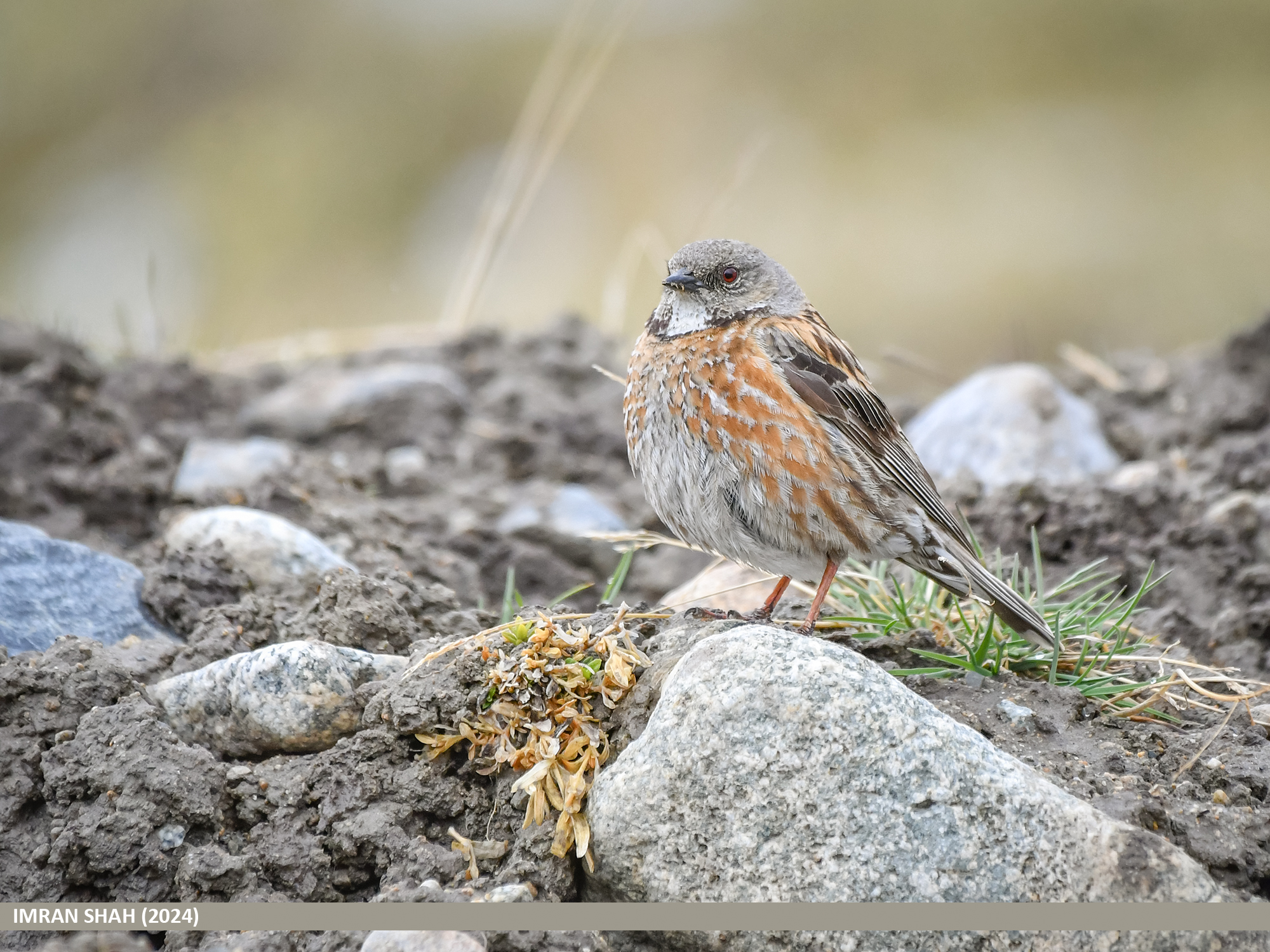
Un Accenteur de l'Himalaya.

### Chant
L'Accenteur à poitrine rousse chante principalement au début de la période de reproduction, depuis un rocher ou en vol. Son chant mélodieux rappelle celui du Troglodyte mignon (Troglodytes troglodytes), plus long et calme. Son cri d'alarme est un jacassement vif et aigu. Il répète un « twitt twitt » court et sec.

## Distribution et habitat

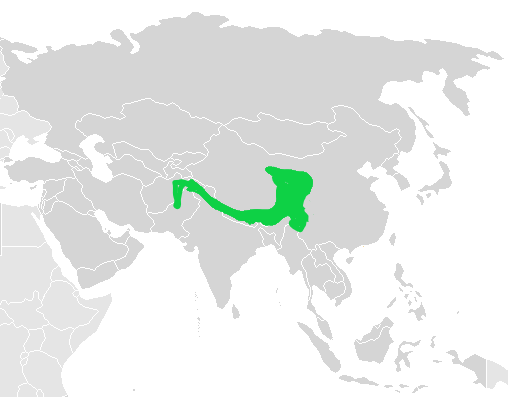
Distribution de l'Accenteur à poitrine rousse.

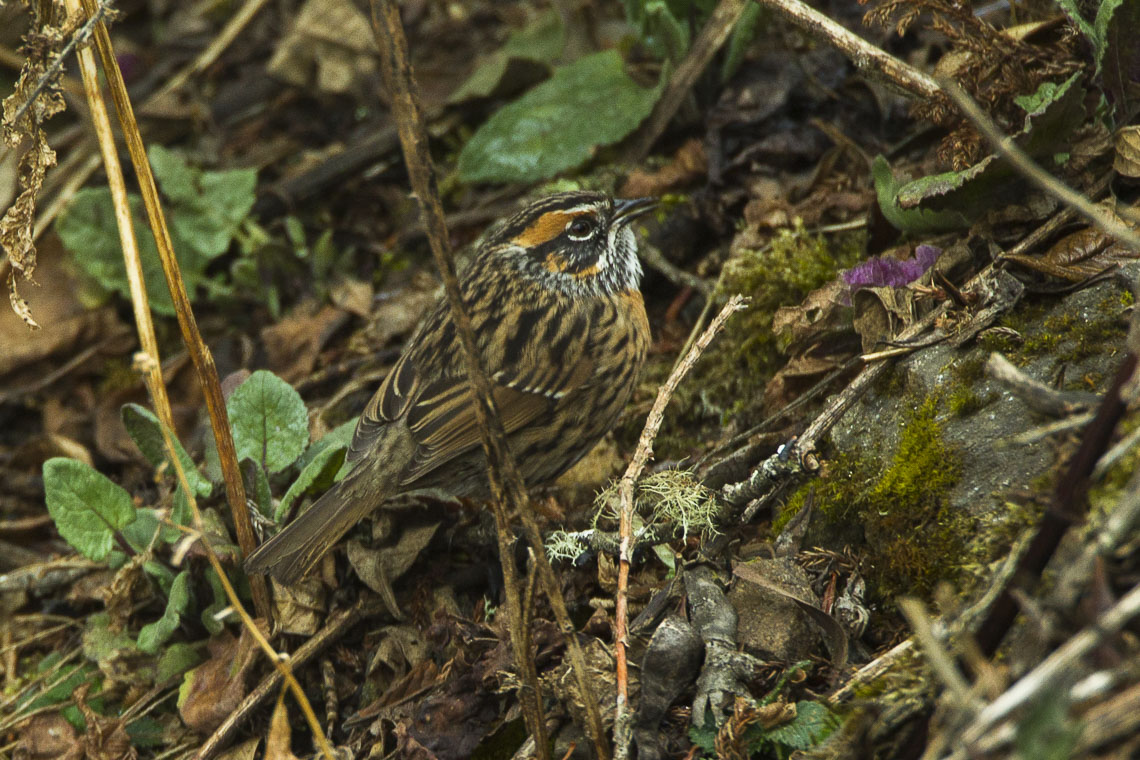
L'Accenteur à poitrine rousse affectionne les zones semi-ouvertes ou boisées de haute altitude.

L'Accenteur à poitrine rousse, tout comme l'Accenteur rougegorge (Prunella rubeculoides) et l'Accenteur immaculé (Prunella immaculata) est présent à travers l'Himalaya, les monts Hengduan et le centre de la Chine, mais également le Spīn Ghar et l'Hindu Kush, entre 390 et 5 240 m.
Il est sédentaire mais change habituellement d'altitude selon la saison,. En été, durant la reproduction, il niche au-dessus de la limite des arbres : entre 2 700 et 3 600 m dans l'ouest de l'Himalaya, 2 400 et 4 300 m en Chine et jusqu'à 5 000 m au Népal. Puis il hiverne aux environs de 1 200 m, rarement en-dessous de 600 m. La sous-espèce P. s. jerdoni ne descend pas plus bas que 1 300 m.
Il vit dans des zones semi-ouvertes ou boisées,. Les buissons, même isolés, sont une structure essentielle de son habitat. La limite haute de son aire de répartition correspond aux plus hauts buissons de Rhododendron anthopogon et de genévrier. Plus bas, son habitat comprend des buissons de Rhododendron, de berbéris, de viorne et de saule en lisière forestière,. La sous-espèce P. s. jerdoni affectionne aussi les forêts de pins, de sapins et de bouleaux, tandis que la sous-espèce P. s. strophiata est plutôt répandue dans les zones de buissons denses à la limite des arbres, ou dans des prairies ouvertes et rocailleuses, habitat qu'elle partage avec l'Accenteur alpin (Prunella collaris) et l'Accenteur rougegorge,.
En hiver, il s'approche occasionnellement des zones habitées : jardins, friches autour des villages, abris pour bétail inoccupés. La sous-espèce P. s. strophiata préfère avant tout les zones de buissons xérophiles,,.

## Comportement

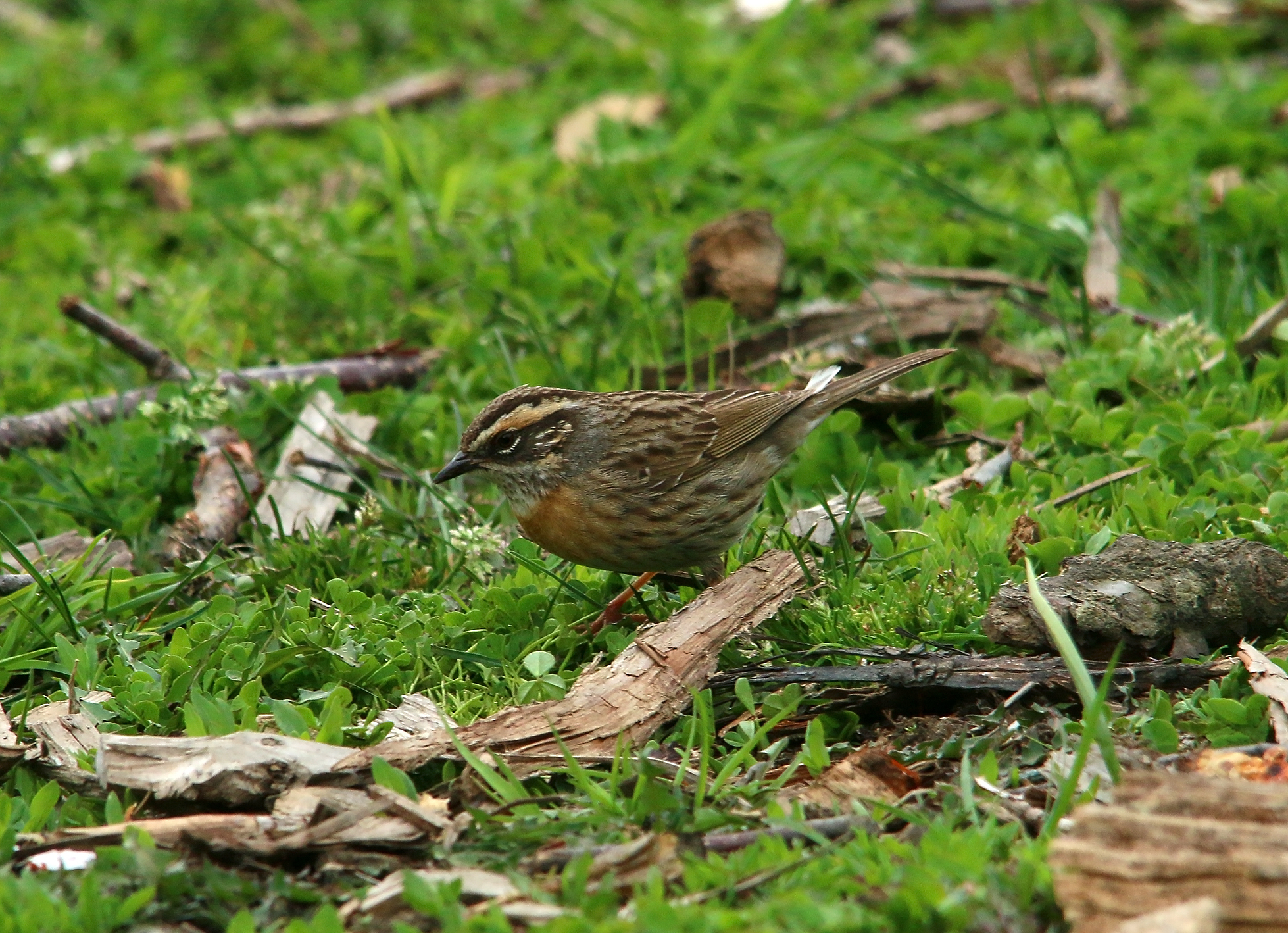
L'Accenteur à poitrine rousse est un oiseau terrestre, qui fouille le sol à la recherche de nourriture.

L'Accenteur à poitrine rousse est un oiseau diurne et principalement terrestre, qui fouille le sol entre les racines et les branches à la recherche de nourriture,. Son comportement est typique des Accenteurs : furtif, il sautille sous la végétation et s'envole vivement s'il est dérangé, en plongeant abruptement au pied d'un buisson,.
Il peut être solitaire ou grégaire, évoluant alors en petites troupes de deux à huit individus, ou en groupes plus nombreux, sauf en période de reproduction où il vit en couple. Son vol est identique à celui de l'Accenteur mouchet (Prunella modularis).

### Alimentation
Il est omnivore mais se nourrit principalement d'invertébrés chassés au sol, des insectes et particulièrement des vers de terre. Il mange aussi des graines, des petites baies et des fruits,,.

### Reproduction

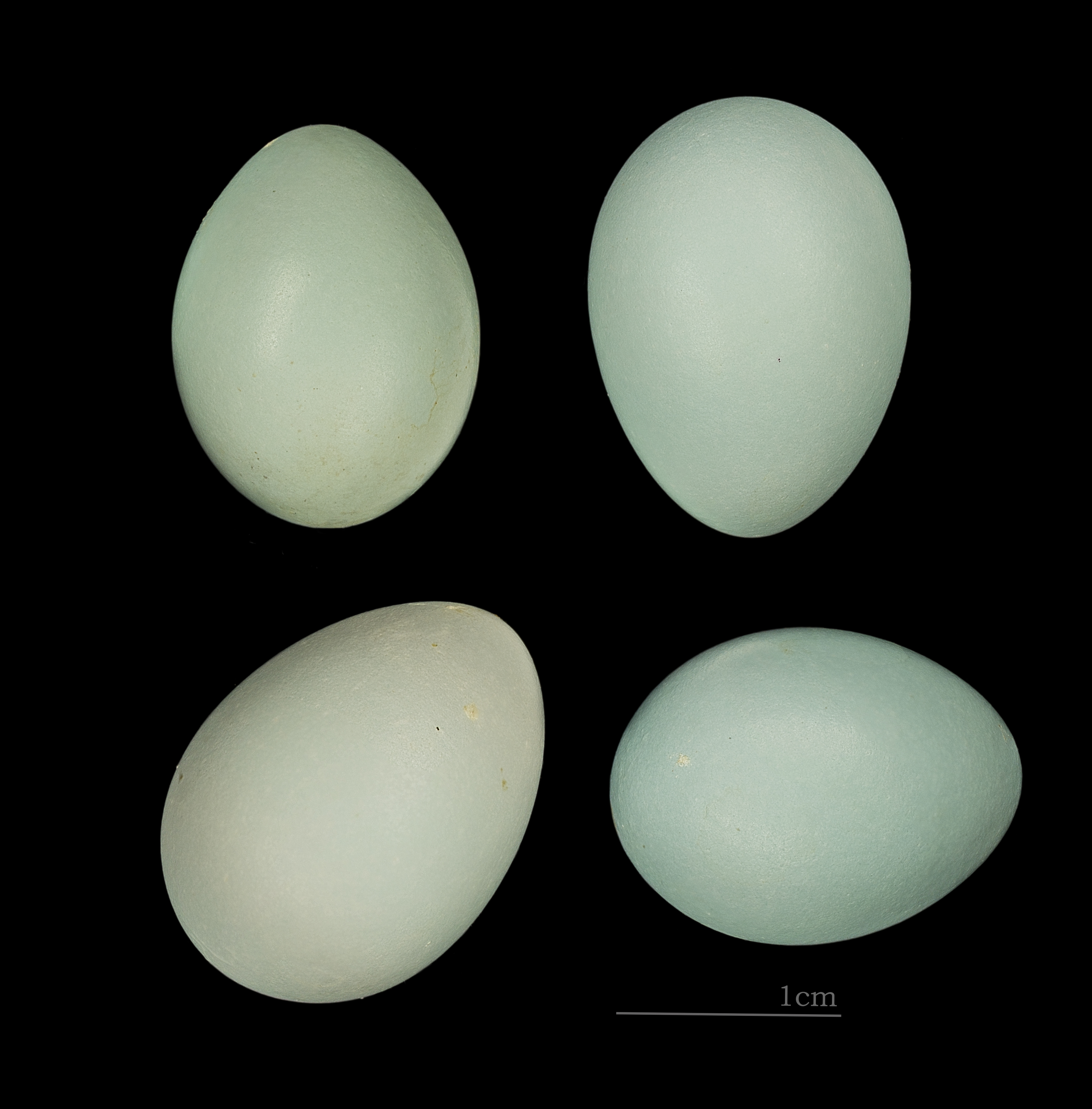
Œufs de Prunella strophiata conservés au muséum de Toulouse.

La reproduction a lieu entre mai et août. Le nid est généralement construit dans un fourré ou un petit arbrisseau, parfois un arbre, à flanc de montagne,. Il a la forme d'une coupe constituée de mousse, de tiges sèches et de lichens, et garnie de crins, de plumes et d'herbes.
L'Accenteur à poitrine rousse atteint sa maturité sexuelle à un an. On ne sait pas s'il est monogame ou polygame, mais les deux parents couvent, élèvent et nourrissent les petits. La femelle pond deux couvées de 4 œufs, rarement 3 ou 5, d'un bleu pâle immaculé. La durée d'incubation et de séjour au nid des petits n'est pas connue.
L'individu le plus âgé enregistré avait environ 9 ans et demi.

## Effectifs, menaces et protection
L'espèce est classée en préoccupation mineure (LC) par l'UICN. En effet, son aire de répartition est très étendue et il n'y a pas eu de déclin de la population observé dans la dernière décennie. Les effectifs, bien que non mesurés, semblent stables et il est probablement l'espèce d'Accenteur la plus répandue à l'ouest de l'Himalaya,. Il est présent dans plusieurs zones protégées aussi bien au Népal que dans le reste de son aire. Il est localement consommé ou utilisé comme oiseau d'ornement.